# Panca Karya
Panca Karya is een bestuurslaag in het regentschap Sarolangun van de provincie Jambi, Indonesië. Panca Karya telt 702 inwoners (volkstelling 2010).